# 我的大嚿婚禮
《我的大嚿婚禮》（英語：My Big Fat Greek Wedding），於2002年提名奧斯卡金像獎的浪漫喜劇電影，由妮雅·瓦達蘿絲編劇與主演，由喬爾·瑞克執導。是美國2002年上映的電影中票房最高的第五名，241,438,208元美金，而且也是歷史上票房最高的浪漫喜劇。這也是北美每週票房中從來沒有成為第一名的賣座電影。2003年，該片被提名為奧斯卡金像獎最佳原創劇本。

## 情節
該片講述作為一名希臘裔美國人的女主角如何衝破重重困難，與他的非希臘裔心上人完婚。本片的主題除了講述兩地文化的差異以外，亦有隱晦的提及民族間的和解。為了融入這個希臘家庭，這位男朋友亦作了各種各樣的忍讓：除了學習各種希臘文化以外，更在各方面做得務求比一個希臘人還要更希臘。對於其他人來說，他不過是女主角的男朋友，一個和一般希臘人無異的人。

## 卡司
- 妮雅·瓦達蘿絲 as Fotoula "Toula" Portokalos
- 約翰·寇貝特 as Ian Miller
- 麥可·康世坦丁 as Kostas "Gus" Portokalos
- 蕾妮·卡珊 as Maria Portokalos
- Andrea Martin as Aunt Voula
- Stavroula Logothettis as Athena Portokalos
- 路易斯·曼迪魯 as Nick Portokalos
- Gia Carides as Cousin Nikki
- Joey Fatone as Cousin Angelo
- Bruce Gray as Rodney Miller
- Fiona Reid as Harriet Miller
- Arielle Sugarman as Paris Miller
- Jayne Eastwood as Mrs. White